# Іхтіоз
Іхтіо́з, іхтіо́зи або керато́ма дифу́зна  ( від грецької мови ἰχθύς - « риба » ) — це група спадкових захворювань шкіри, яка характеризується порушеннями зроговіння. За статистикою, іхтіоз вражає одного із 250-300 людей у світі .
Етіологія невідома. Розрізняють декілька клінічних форм, обумовлених різними групами мутантних генів, біохімічний дефект яких остаточно не розшифрований. Надають великого значення недостатності вітаміну А, ендокринопатії (гіпофункції щитоподібної залози, статевих залоз). Патологічний процес — гіперкератозу — призводить до появи на шкірі лусочок, що нагадують риб'ячу луску.
Зроговіння виражено в різній мірі — від ледь помітної шорсткості шкіри, до найтяжчих змін епідермісу, часом несумісних з життям. Існує багато форм іхтіозу і цілий ряд рідкісних синдромів, що включають іхтіоз як один із симптомів. Дерматологи розрізняють, принаймні, двадцять вісім різних форм захворювання. У багатьох типів існують тріщини на шкірі. Загалом, слово походить від давньогрецької ἰχθύς (Іхтіс), що означає «риба». Звичайний іхтіоз припадає на понад 95% випадків.
Іхтіоз зустрічається як автономне захворювання, або як супутній симптом інших захворювань чи синдромів ( наприклад, при синдромі Шегрена-Ларссона, синдромі Нетертона, Kid ( Child ) -синдромі, Тау-синдромі, синдромі накопичення нейтральних жирів, синдромі Ноя-Лаксової ,тощо ).

## Деякі різновиди
- Звичайний іхтіоз (простий, вульгарний)
- Х-зчеплений іхтіоз
- Ламеллярний іхтіоз (Іхтіозіформна еритродермія небульозна, пластинчастий іхтіоз, ламелярний огинаючий іхтіоз Комеля, суха іхтіозіформна еритродермія)
- Іхтіозіформна еритродермія бульозна (Брока, дифузна кератома, сауріаз)
- Хвороба Дарьнє (Дар'є–Уайта, фолікулярний вегетуючий дискератоз (dyskeratosis follicularis vegetans))
- Голковий іхтіоз Ламберта

Негенетичний іхтіоз:
- Набутий іхтіоз (Ichthyosis acquisita)

Найбільш важкі форми а також синдроми:
- Синдром Ноя — Лаксової
- іхтіоз Арлекіна (іхтіоз плода)

## Етіопатогенез
Всі форми іхтіозу загострюються взимку під впливом холодного сухого повітря. Влітку, в теплу вологу погоду, відзначається поліпшення. В тропічному кліматі захворювання може протікати безсимптомно, але при переїзді на північ воно обов'язково проявиться або загостриться.
Для постановки діагнозу досить клінічної картини.

## Виникнення і розвиток хвороби
В основі багатьох форм іхтіозу лежать мутації або порушення експресії генів, що кодують різні форми кератину. При ламеллярному іхтіозі спостерігається недостатність трансглутамінази кератиноцитів і проліферативний гіперкератоз (гіперплазія базального шару епідерміса, прискорене просування кератиноцитів від базального шару до поверхні шкіри). Для Х-зчепленого і звичайного іхтіозу характерний ретенційний гиперкератоз (усталення зв'язків між клітинами і затримка відторгнення рогових лусочок) і збільшення втрат води через шкіру. При Х-сцепленому іхтіозі спостерігається недостатність стеролсульфатази. При епідермолітичному іхтіозі порушення диференціювання кератиноцитів та продукція дефектного кератину призводять до вакуолізації верхніх шарів епідермісу, утворенню міхурів і потовщенню рогового шару (це — акантокератолітичний гиперкератоз).

## Іхтіоз у тварин
Існуює іхтіоз або подібні захворювання у кількох видів тварин ,включаючи велику рогату худобу , курей , лам , мишей ,і собак. Іхтіоз різного ступеня тяжкості добре документований у деяких популярних порід собак. Найбільш поширені породи, що мають іхтіоз — золотисті ретривери, американські бульдоги, джек-рассел тер'єри і керн тер'єри  , .

## Лікування
- Зволоження рогового шару епідермісу. М'якість рогового шару епідермісу залежить від вмісту в ньому води. Для зволоження шкіри приймають ванни, після чого змащують шкіру вазеліном. Затриманню води в роговому шарі сприяють також креми з сечовиною.
- Застосуванням кератолітичних засобів. Ефективні препарати, що містять пропіленгліколь, гліцерин і молочну кислоту; їх застосовують без оклюзійних пов'язок. Добре допомагає препарат, що містить саліцилову кислоту (6%), пропіленгліколь (60%) і етанол (20%), який використовують з оклюзійною пов'язкою. Молочна і гліколева кислоти зменшують лущення. Ефективні препарати, що містять сечовину (2-20%), деякі з них містять і молочну кислоту.
- Ретіноїди: ізотретіноїн, ацитретин ВЕТ-ретінат приймають всередину; вони ефективні при всіх формах іхтіозу. Ретиноїди — це вітамін А і його аналоги, які широко застосовуються для лікування великої групи шкірних захворювань. У важких випадках ретиноїди приймають тривало, час від часу роблячи перерви. За хворим постійно спостерігають, щоб вчасно виявити токсичну дію препарату.
- Прийом сольових та крохмальних ванн і ванн з розчином перманганату калію. Водолікування сприяє пом'якшенню, злущування, загоєнню і харчуванню шкіри.[9]

## У художній літературі
- Артур Конан Дойль . «Блідий вояк» .
- Мішель Фейбер  . « Багряна пелюстка і біла » .
- Джордж Реймонд Річард Мартін .  « Пісня льоду та полум'я » .
- Бернар Міньє .  «  Сестри » .
- Вбивця -  « Крок » .  « DC COMICS » .
- Тедзука Осаму .  « Black Jack »  .